# Amsterdamské kanály
Amsterdamské kanály tvoří více než sto kilometrů kanálů ("gracht"), přibližně 90 ostrovů a 1 500 mostů, které zajistily městu přezdívku „Benátky severu“.
Tři hlavní kanály Herengracht, Prinsengracht a Keizersgracht byly vykopány v 17. století během nizozemského „zlatého věku“. Tyto kanály vytvářejí soustředné půlkruhy kolem města, které se nazývají „Grachtengordel“ (tzv. kanálový opasek). Podél kanálů se nachází více než 1550 pamětihodností a významných budov. V roce 2010 byly zapsány na seznam světového dědictví UNESCO.

## Významné kanály
- Singl obklopoval město již ve středověku. Od roku 1480 do roku 1585 sloužil jako vodní příkop chránící město. Na konci 16. století se Amsterdam začal dále rozšiřovat i za hranice Singlu. Kanál vede od jezera IJ, nedaleko stanice Amsterdam Centraal až na náměstí Muntplein, kde se vlévá do řeky Amstel. V současnosti je prvním a nejvnitřnějším z půlkruhových kanálů, které obcházejí centrum města.

- Herengracht (česky „Panský kanál“) je druhý z hlavních kanálů, jeho výstavba byla ukončena v roce 1612.

- Keizersgracht (česky „Císařův kanál“) je třetí a nejširší z kanálů v centru Amsterdamu. Nachází se mezi Herengracht a Prinsengracht. Pojmenovali ho na počest Maxmiliána I., císaře Svaté říše římské.

- Prinsengracht (česky „Princův kanál“) je čtvrtý a zároveň nejdelší z hlavních amsterdamských kanálů. Většina domů podél kanálu byla vybudována během tzv. zlatého věku Amsterdamu. Mosty procházející přes kanál se nespojují s ulicemi na straně městské čtvrti Jordaan. Mezi turisticky přitažlivé budovy nacházející se vedle kanálu patří: kostel Noordkerk, trh Noordermarkt, Dům Anne Frankové, Westerkerk, nejvyšší kostel v Amsterodamu; a Homomonument.

## Fotogalerie

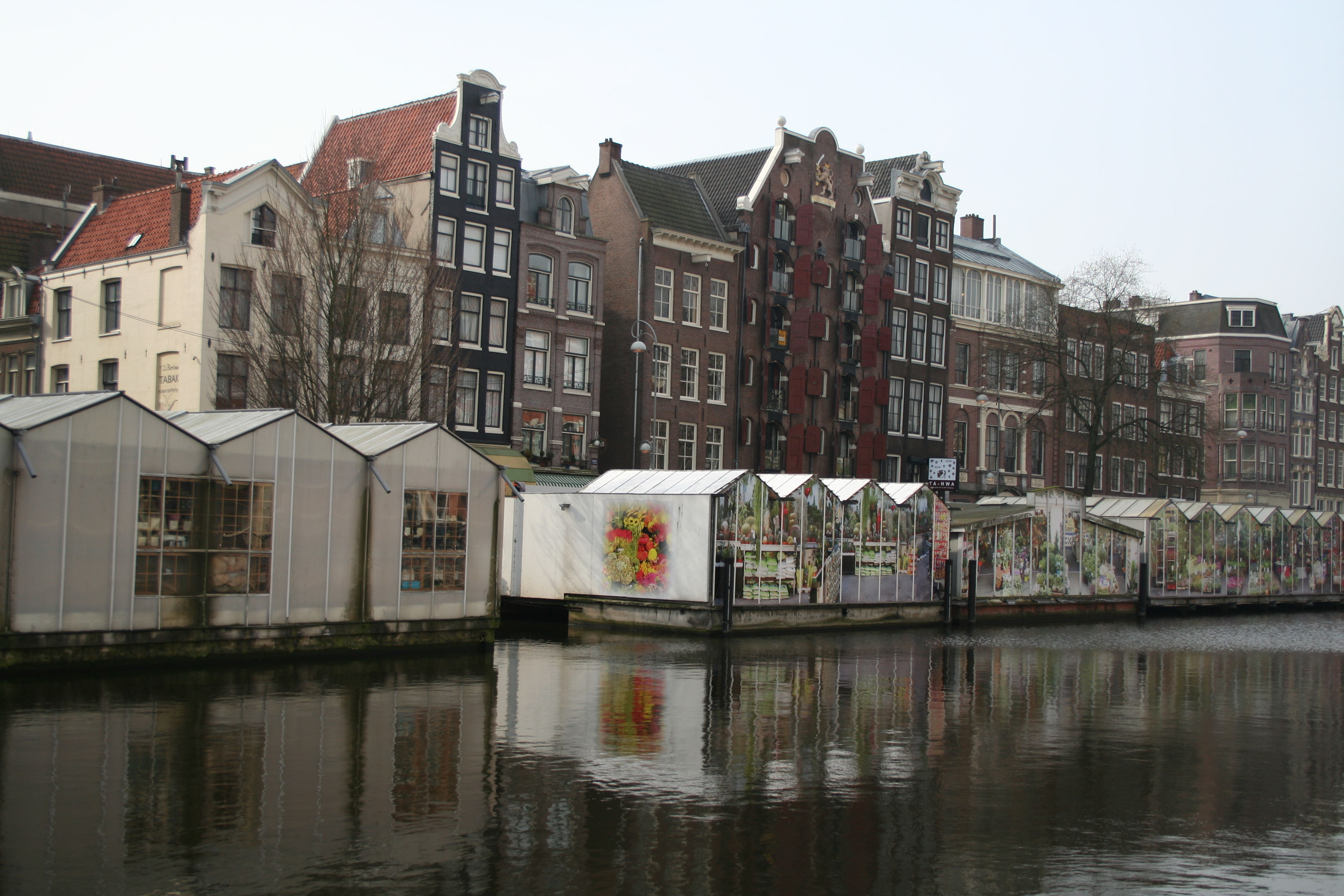
Květinový trh na kanálu Singel
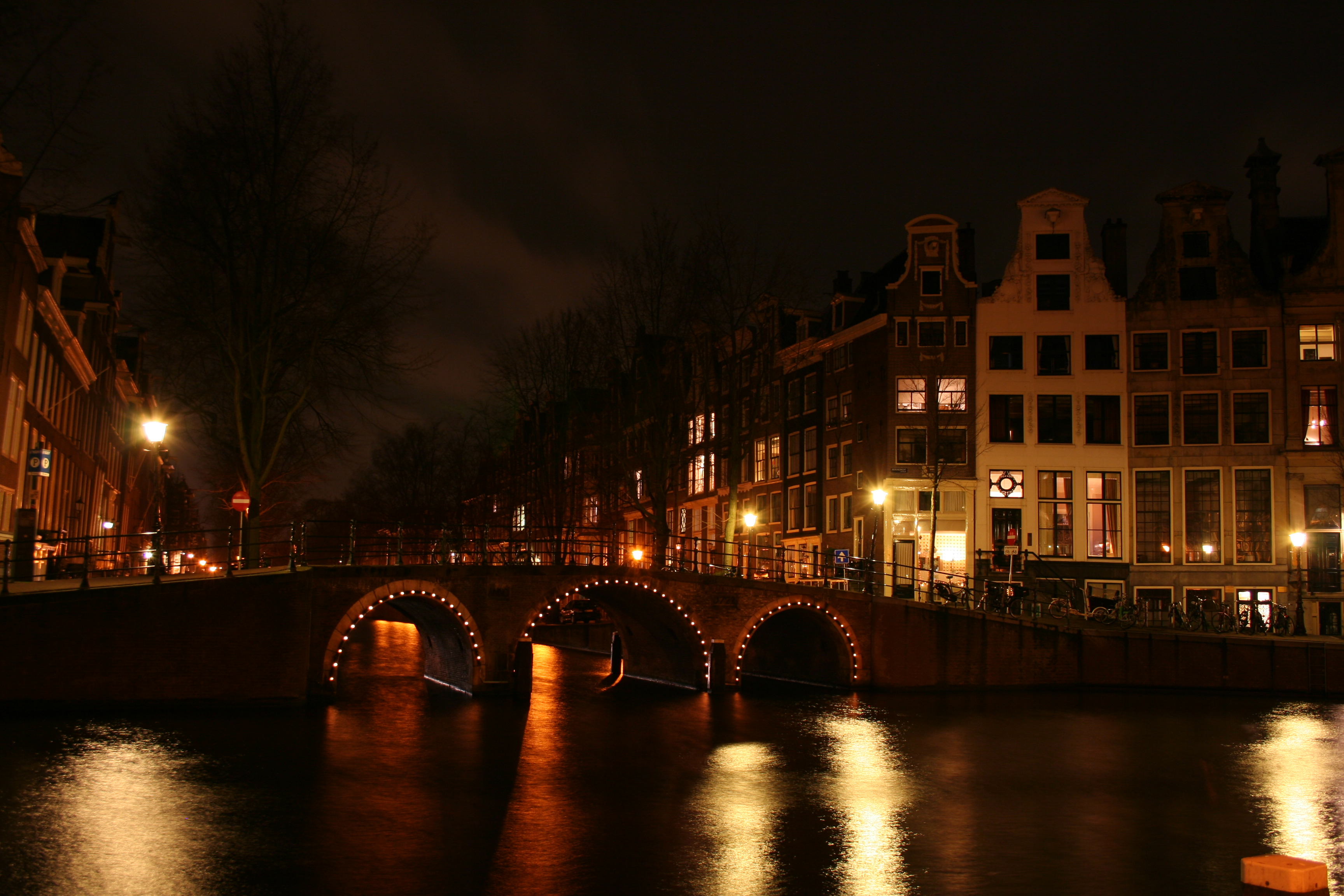
Herengracht v noci
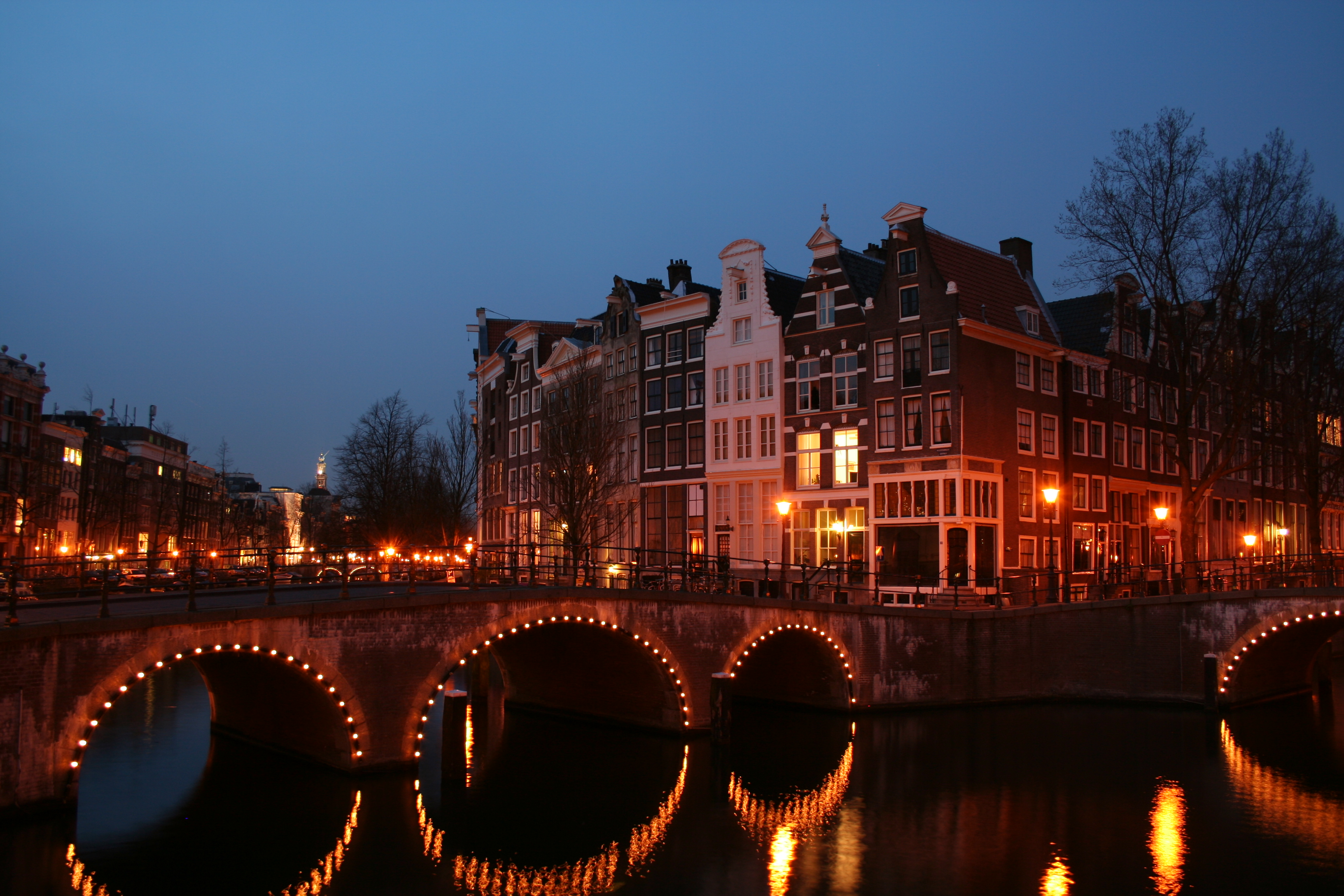
Noční pohled na Keizersgracht
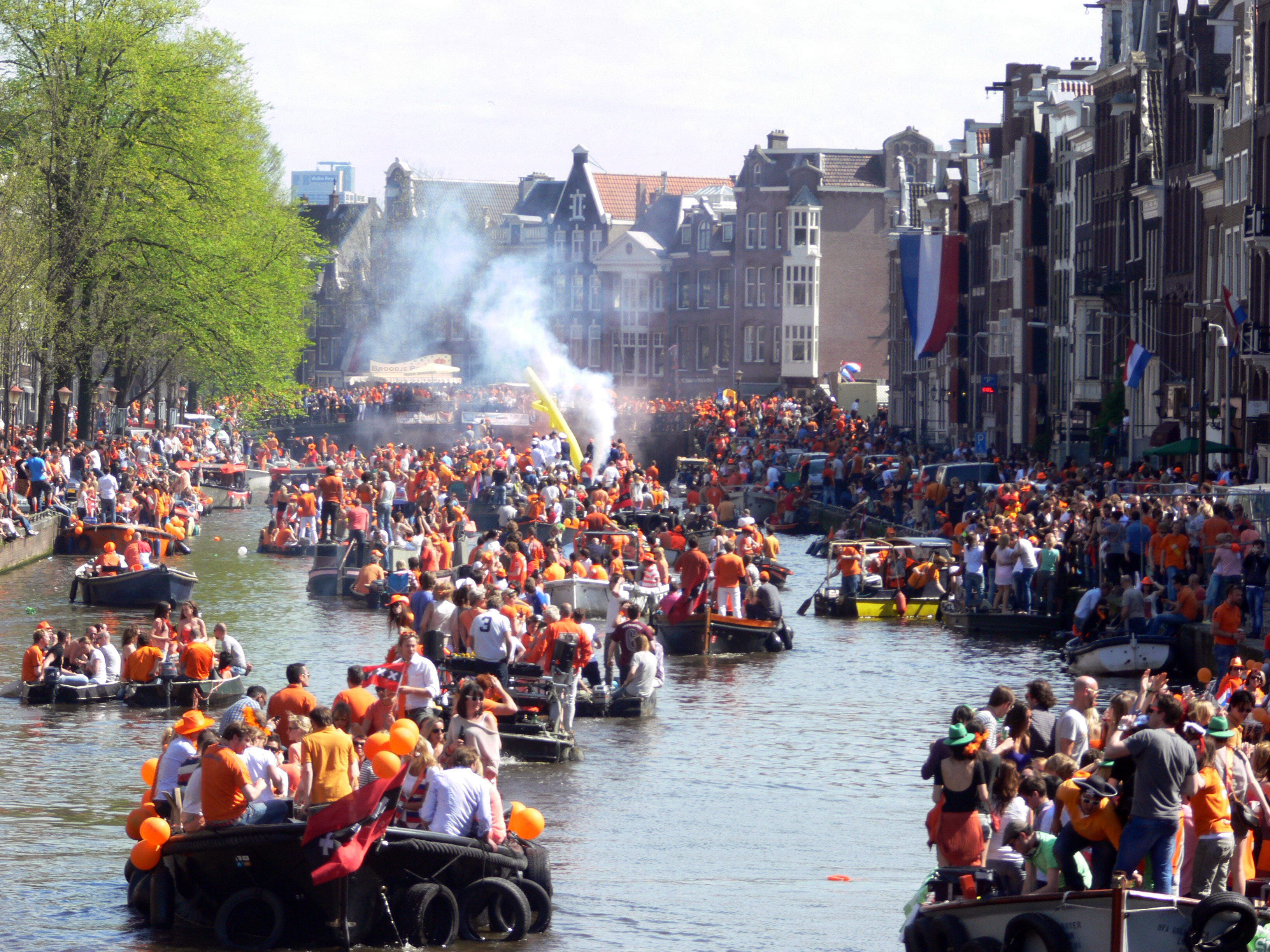
Oslavy dne královny na kanálu Prisengracht